# Rancho del Cura Ejido
Rancho del Cura Ejido är en ort i Mexiko.   Den ligger i kommunen Xochistlahuaca och delstaten Guerrero, i den sydöstra delen av landet, 300 km söder om huvudstaden Mexico City. Rancho del Cura Ejido ligger 823 meter över havet och antalet invånare är 169.
Terrängen runt Rancho del Cura Ejido är huvudsakligen kuperad, men västerut är den bergig. Runt Rancho del Cura Ejido är det ganska glesbefolkat, med 36 invånare per kvadratkilometer. Närmaste större samhälle är Santa María Zacatepec, 16,6 km sydost om Rancho del Cura Ejido. Omgivningarna runt Rancho del Cura Ejido är en mosaik av jordbruksmark och naturlig växtlighet.